# 司諾克冠中冠賽
王中王是一項司諾克非排名賽。於1978年和1980年舉行，然後在2013年由Matchroom Sport恢復。衛冕冠軍是馬克·艾倫。
王中王以過去12個月内世界司諾克的獲勝者擁有參賽資格，若參賽人數不足，會從當前的世界排名中，由較高排名的選手替補參加。2020年，該賽事的獎金為440,000英鎊，優勝者則可獲得150,000英鎊。

## 歷史
第一屆比賽於1978年在倫敦的溫布利會議中心舉行，四名選手參加了比賽。最終由雷·里爾頓以11–9擊敗亞歷克斯·希金斯。王中王沒有在1979年舉辦，而是於1980年在倫敦的新倫敦劇院再次出現。共有十位選手參加比賽，選手分為兩組，每組進行循環賽，由各組優勝者晉級決賽。道格·蒙喬伊以10–8擊敗約翰·維戈。由於觀眾人數不足且賽事在財務上不成功，比賽隨後被取消。
2013年，Matchroom Sport重新舉辦，並取代了司諾克超級聯賽。該賽事於11月在考文垂的理光體育場舉行，有16位選手參加。該比賽由ITV4進行現場直播。2013年和2014年的比賽均由羅尼·奧沙利文奪得冠軍，但他在2015年的賽事選擇不參賽，而尼爾·羅伯森最終贏得了冠軍。在2016年與2017年的賽事，羅尼·奧沙利文都進入決賽，但他分別輸給約翰·希金斯和肖恩·墨菲。2018年，奧沙利文以10–9擊敗奇倫·威爾森後奪得冠軍。尼爾·羅伯森在2019年的決賽中擊敗賈德·川普，第二次贏得該賽事。
2020年，由於Covid-19大流行，比賽暫時搬遷到米爾頓凱恩斯的馬歇爾競技場舉行。最終由馬克·艾倫獲得冠軍。

## 歷屆冠軍
| 年份 | 冠軍          | 亞軍            | 比分 | 地點         | 賽季    | 備註   |
| ---- | ------------- | --------------- | ---- | ------------ | ------- | ------ |
| 1978 | 雷·里爾頓     | 亞歷克斯·希金斯 | 11–9 | 倫敦         | 1978–79 | [ 7 ]  |
| 1980 | 道格·蒙喬伊   | 約翰·維戈       | 10–8 | 倫敦         | 1980–81 | [ 8 ]  |
| 2013 | 羅尼·奧沙利文 | 史都華·賓漢     | 10–8 | 考文垂       | 2013–14 | [ 9 ]  |
| 2014 | 羅尼·奧沙利文 | 賈德·川普       | 10–7 | 考文垂       | 2014–15 | [ 10 ] |
| 2015 | 尼爾·羅伯森   | 馬克·艾倫       | 10–5 | 考文垂       | 2015–16 | [ 11 ] |
| 2016 | 約翰·希金斯   | 羅尼·奧沙利文   | 10–7 | 考文垂       | 2016–17 | [ 12 ] |
| 2017 | 肖恩·墨菲     | 羅尼·奧沙利文   | 10–8 | 考文垂       | 2017–18 | [ 13 ] |
| 2018 | 羅尼·奧沙利文 | 奇倫·威爾森     | 10–9 | 考文垂       | 2018–19 | [ 14 ] |
| 2019 | 尼爾·羅伯森   | 賈德·川普       | 10–9 | 考文垂       | 2019–20 | [ 15 ] |
| 2020 | 馬克·艾倫     | 尼爾·羅伯森     | 10–6 | 米爾頓凱恩斯 | 2020–21 | [ 16 ] |
| 2021 | 賈德·川普     | 約翰·希金斯     | 10–4 | 博爾頓       | 2021–22 |        |
| 2022 | 羅尼·奧沙利文 | 賈德·川普       | 10–6 | 博爾頓       | 2022–23 |        |
| 2023 | 馬克·艾倫     | 賈德·川普       | 10–3 | 博爾頓       | 2023–24 |        |
| 2024 | 馬克·威廉斯   | 肖國棟          | 10–6 | 博爾頓       | 2024–25 |        |